# Axiata
Axiata (MYX: 6888) é um conglomerado malaio de telecomunicações com operações na Ásia.

## História
A principal atividade da empresa consiste na realização de investimentos e na prestação de serviços de telecomunicações e consultoria a nível internacional. O foco principal é os mercados emergentes na Ásia, alguns com baixa penetração móvel no sul e sudeste da Ásia.
Anteriormente conhecido como TM Bhd Internacional, foi incorporado em 12 de junho de 1992 e foi o braço de operações móvel e internacional da Telekom Malaysia. Em 2 de abril de 2009, sofreu um exercício de rebranding, lançando seu novo Nome, Axiata e um novo logotipo.
O seu novo slogan, Advancing Asia, também foi lançado, refletindo o foco da empresa na expansão da Ásia. Ele também tem interesses de controle em operadores móveis na Malásia, Indonésia, Sri Lanka, Bangladesh, Camboja e Nepal.
Um dos maiores grupos de telecomunicações da Ásia com significativa participação estratégica na Índia e em Singapura. O grupo também tem participações em operações de telecomunicações não móveis na Tailândia e no Paquistão.

### Parcerias subsidiárias
Em seu site em 2016, foi anunciado que tinha mais de 300 milhões de assinantes em toda a Ásia e um lucro do grupo de US $ 19,9 bilhões (USD4,52 bilhões) em 2015. Também foi relatado que a empresa forneceu emprego para 25 mil pessoas em 10 países. As subsidiárias e empresas móveis da empresa operam sob a marca Celcom na Malásia, Dialog no Sri Lanka, Robi em Bangladesh, Smart no Camboja, Nepal e M1 em Singapura.